# 渡良村
渡良村（わたらむら）は、長崎県壱岐郡にあった村。1955年（昭和30年）に武生水町、初山村、柳田村、志原村、沼津村と合併し、郷ノ浦町となった。
現在の壱岐市郷ノ浦町の西部にあたる。

## 地理
壱岐島の南西部に位置する。
- 山：鹿ノ辻
- 島嶼：大島、長島、原島
- 半島：渡良半島
- 河川：渡良川
- 港湾：半城湾、宇土湾

## 沿革
- 1889年（明治22年）4月1日 - 町村制施行により、石田郡渡良村が単独村制にて発足。
- 1896年（明治29年）4月1日 - 郡制施行により、壱岐郡と石田郡が合併し改めて壱岐郡が発足[1]。同日より渡良村は壱岐郡の管轄となる。
- 1955年（昭和30年）2月11日 - 武生水町・初山村・柳田村・志原村・沼津村と合併して郷ノ浦町が発足し、渡良村は自治体として消滅。

## 地名
触・浦及び島単位の行政区域とする。渡良村は1889年の町村制施行時に単独で自治体として発足したため、大字は無し。
- 西触[2]
- 東触[3]
- 南触[4]
- 麦谷触
- 渡良浦
- 大島
- 長島
- 原島

## 名所・旧跡
- 渡良のアコウ[5]